# Христианство в Швеции
Христианство в Швеции — самая распространённая религия в стране.
По данным исследовательского центра Pew Research Center в 2010 году в Швеции проживало 6,31 млн христиан, которые составляли 67,2 % населения этой страны. Энциклопедия «Религии мира» Дж. Г. Мелтона оценивает долю христиан в 2010 году в 66 % (6,1 млн верующих).
Крупнейшим направлением христианства в стране является протестантизм. В 2000 году в Швеции действовало 6,4 тыс. христианских церквей и мест богослужения, принадлежащих 68 различным христианским деноминациям.
Помимо шведов, христианами также являются большинство живущих в стране финнов, поляков, датчан, немцев, норвежцев, англичан, румын, тиграи, греков, сербов, итальянцев, венгров и др.
В стране действует ряд экуменических организаций. Христианский совет Швеции был создан в 1993 году и объединяет католиков, православных, протестантов и ряд древневосточных церквей. Консервативные евангельские церкви страны объединены в Шведский евангелический альянс, связанный со Всемирным евангельским альянсом.